# The Caitiff Choir
The Caitiff Choir è il primo album in studio della band statunitense metalcore It Dies Today, pubblicato il 21 settembre 2004.

## Tracce
1. My Promise – 3:26
2. Severed Ties Yield Severed Heads – 3:02
3. The Radiance – 3:15
4. The Depravity Waltz – 3:10
5. A Threnody for Modern Romance – 3:30
6. Marigold – 3:06
7. Freak Gasoline Fight Accident – 3:49
8. The Caitiff Choir: Revelations – 3:12
9. Our Disintagration – 3:40
10. Naenia – 3:36
11. The Caitiff Choir: Defeatism – 7:39

## Formazione
- Nicholas Brooks - voce
- Christopher Cappelli - chitarra solista
- Steve Lemke - chitarra ritmica
- Mike Hatalak - chitarra
- Nick Mirusso - batteria